# Сюлейманданишмент
Сюлейманданишмент (на турски: Süleymandanişment) е село в община Лалапаша, област Одрин, Турция.

## География
Селото се намира на разстояние 44 километра от областния център Одрин и на 17 километра от общинския център Лалапаша.

## История
В XIX век Сюлейманданишмент е българско село в Одринска кааза на Одринския вилает на Османската империя. Според „Етнография на вилаетите Адрианопол, Монастир и Салоника“, издадена в Константинопол в 1878 година и отразяваща статистиката на населението от 1873 година, Солеймай-данишман (Soleimai-Donichman) има 46 домакинства и 244 българи.